# Reichs-Rundfunk-Gesellschaft
La Reichs-Rundfunk-Gesellschaft mbH (RRG) fue una red nacional de emisoras regionales de radiodifusión pública que existió en Alemania entre 1925 y 1945. Todas las emisiones de la RRG podían llegar a cualquier parte del país y fueron utilizadas de manera intensiva por la propaganda nazi. A partir de 1939 la corporación adoptó el nombre «Großdeutscher Rundfunk», y seguiría operando hasta el final de la Segunda Guerra Mundial en 1945.

## Historia

### Fundación
La compañía fue creada en Berlín el 15 de mayo de 1925 con un capital inicial de 100.000 Reichsmark como una organización paraguas por nueve emisoras regionales (es decir, todas las emisoras de radio alemanas menos Deutsche Stunde que operaba Baviera) que operaban en los estados regionales de la República de Weimar. Desde 1926 la mayor parte de las acciones estuvo bajo control de la autoridad estatal Deutsche Reichspost, representada por un ingeniero radiofónico y por un funcionario del Reichspostministerium, Hans Bredow, como presidente de la misma con el rango de Reichs-Rundfunk-Kommissar.
Para la recepción de emisiones de radio era necesario pagar un canon de 2 Reichsmark de manera mensual. Para 1932 había registrados unos cuatro millones de usuarios de radio que para la corporación suponían unas ganancias cuatro millones de Reichsmark.

### Época del nazismo
En el verano de 1932 el gobierno alemán del canciller Franz von Papen empezó a obtener cada vez más poder sobre las compañías emisoras de la RRG, aunque no sería hasta después del ascenso al poder de los nazis cuando el estado se hiciera con el control absoluto de la corporación.

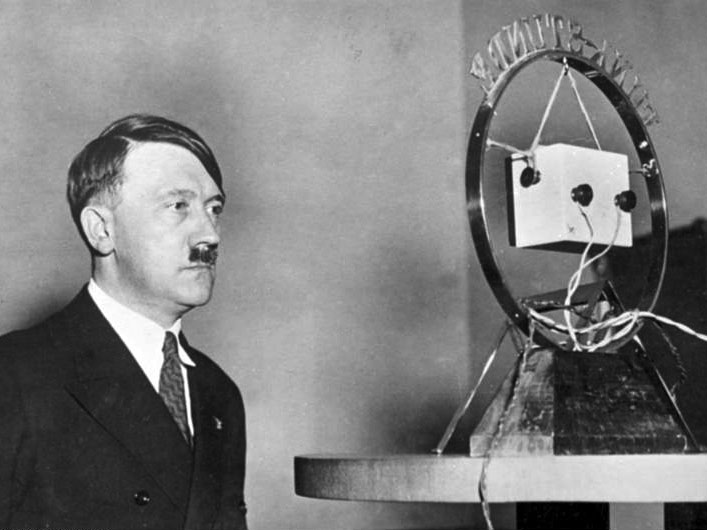
Hitler haciendo un llamamiento a la nación, después de convertirse en canciller en enero de 1933.

Durante el llamado Gleichschaltung la RRG fue nacionalizada por el gobierno nazi y a partir de ese momento su estructura fue extensivamente utilizada por el Ministerio para la Ilustración Pública y Propaganda de Joseph Goebbels para organizar la nueva programación. Goebbels estaba especialmente interesado en controlar la radio, que era un medio de comunicación de masas todavía poco desarrollado y potenciado. A pesar de las protestas de algunos de los estados alemanes (muy especialmente desde Prusia, encabezada por Göring), Goebbels se hizo con el control de las estaciones de radio en todo el país, y las colocó bajo el control de la Reichs-Rundfunk-Gesellschaft en julio de 1934. La llegada al poder de los nazis también tuvo consecuencias en la estructura interna de la corporación radiofónica: el 30 de enero de 1933 el antiguo presidente de la RRG, Hans Bredow, presentaba su dimisión y era sustituido por Eugen Hadamovsky. Durante las siguientes semanas fueron detenidos o despedidos muchos trabajadores y antiguos gerentes de la RRG. 
A partir del 1 de abril de 1934 todas las antiguas compañías regionales de redifusión fueron incorporadas como Reichssender. En los años siguientes se incorporarían otras emisoras: en 1935, tras la reintegración del Territorio del Sarre, la emisora regional fue integrada en la red nacional como Reichssender Saarbrücken. Lo mismo ocurriría en Austria tras el Anschluss de marzo de 1938, ya que la antigua Radio Verkehrs AG de Viena se convirtió Reichssender Wien. Lo mismo ocurriría en otros territorios que Alemania fue anexionándose.
Desde el 22 de marzo de 1935 la RRG puso en marcha en servicios regulares de televisión a través de la Fernsehsender «Paul Nipkow».
El 1 de enero de 1939 la Reichs-Rundfunk-Gesellschaft fue renombrada por decreto gubernamental como «Großdeutscher Rundfunk».
Después de la invasión de Polonia el 1 de septiembre de 1939, la antigua RRG se convirtió en un instrumento vital de la propaganda bélica, especialmente el Wehrmachtbericht que retransmitía diariamente y otros populares eventos radiofónicos como el Wunschkonzert für die Wehrmacht o simplemente Wunschkonzert. A partir del 9 de julio de 1940 todos los Reichssender retransmitieron el mismo programa a nivel nacional. La programación regular continuó durante el resto de la contienda hasta el 2 de mayo de 1945, cuando la sede central de la radio en Berlín fue ocupada por las tropas del Ejército Rojo, en el contexto de la Batalla de Berlín.

### Desaparición
Tras el final de la contienda las autoridades militares aliadas se hicieron cargo de la radiodifusión. En la Alemania oriental los soviéticos pusieron en marcha la Berliner Rundfunk, que posteriormente daría lugar a la Rundfunk der DDR. Los aliados occidentales organizaron y pusieron en marcha varios servicios de radiodifusión en sus zonas de ocupación, como fue el caso de la Nordwestdeutscher Rundfunk (NWDR) y o la ARD, que todavía continúa existiendo. 
La antigua Reichs-Rundfunk-Gesellschaft continuaría existiendo jurídicamente hasta 1951-1961, cuando quedó finalmente extinta.